# Nyctiphrynus yucatanicus
Nyctiphrynus yucatanicus là một loài chim trong họ Caprimulgidae.